# Nyssodrysilla irrorata
Nyssodrysilla irrorata là một loài bọ cánh cứng trong họ Cerambycidae.